# Consell General d'Ille i Vilaine

Logotip del Consell General d'Ille i Vilaine

El Consell General d'Ille i Vilaine és l'assemblea deliberant executiva del departament francès d'Ille i Vilaine a la regió de Bretanya. La seva seu es troba a Rennes. Des de 2004, el president és Jean-Louis Tourenne (PS).

## Presidents del Consell General d'Ille i Vilaine
| Nom                        | Data de mandat | Partit |
| -------------------------- | -------------- | ------ |
| Marcel Rupied              | 1947-1961      | CNIP   |
| Robert de Toulouse-Lautrec | 1961-1964      | CNIP   |
| Henri Fréville             | 1964-1976      | MRP    |
| François Le Douarec        | 1976-1982      | UDR    |
| Pierre Méhaignerie         | 1982-2001      | UDF    |
| Marie-Joseph Bissonnier    | 2001-2004      | UMP    |
| Jean-Louis Tourenne        | 2004 -         | PS     |

## Els Vicepresidents
- Mireille Massot, 1r vicepresident encarregat de l'ensenyament, de l'educació, escoles i consell departamental dels joves
- Clément Théaudin, 2n vicepresident encarregat de la infantesa, de l'adolescèniae, dels joves, la família i els esports
- Jean Normand, 3r vicepresident encarregat de l'ocupació, de l'economia, de la recerca, de la tecnologia i de l'ensenyament superior
- Daniel Delaveau, 4t vicepresident encarregat de l'habitatge
- Jacky Le Menn, 5è vicepresident encarregat de la solidaritat amb la gent gran, els discapacitats i la inserció
- Louis Feuvrier, 6è vicepresident encarregat de l'ordenament del territori, el comerç i l'artesanat
- Christian Le Maout, 7è vicepresident encarregat de les finances, dels mercats públics, del Servei departamental d'incendis i del patrimoni departamental
- André Lefeuvre, 8è vicepresident encarregat dels transports
- Clotilde Tascon-Mennetrier, 9è vicepresident encarregat de la solidaritat internacional, dels afers europeus i les accions de cooperació
- Marcel Hamel, 10è vicepresident encarregat de les infraestructures
- Didier Le Bougeant, 11è vicepresident encarregat de la cultura
- Victor Préauchat, 12è vicepresident encarregat del personal
- Louis Dubreil, 13è vicepresident encarregat de l'agricultura
- Christian Couet, 14è vicepresident encarregat del medi ambient i de l'aigua
- Jeannine Huon, 15è vicepresident encarregat de la democràcia participativa i les relacions públiques

## Els Consellers generals

Filiació política dels consellers d'Ille-et-Vilaine el 2011

El Consell general de l'Ille i Vilaine comprèn 53 consellers generals, elegits dels 53 cantons d'Ille i Vilaine.
De 2008 a 2011
De 2004 a 2008